# Джурла (водопад)
Джурла — водопад на реке Джурла (другие названия Алака, Сотера, Биюк-Дере) в одноимённом урочище в Крымских горах. Водопад представляет собой серию невысоких каскадов общей высотой около 6 м. Неподалёку расположен вход в одноимённую пещеру.
Находится на юго-востоке горного массива Демерджи на высоте 820 метров над уровнем моря, к югу от горы Еркян-Кая. Ниже водопада по течению реки находится водопад Гейзер.

Название по одной из версий является звукоподражанием струящейся по каскадам воде («жур-жур»), по другим имеет армянское («водная») или иранское («бегущая вода», «бегущая») происхождение.

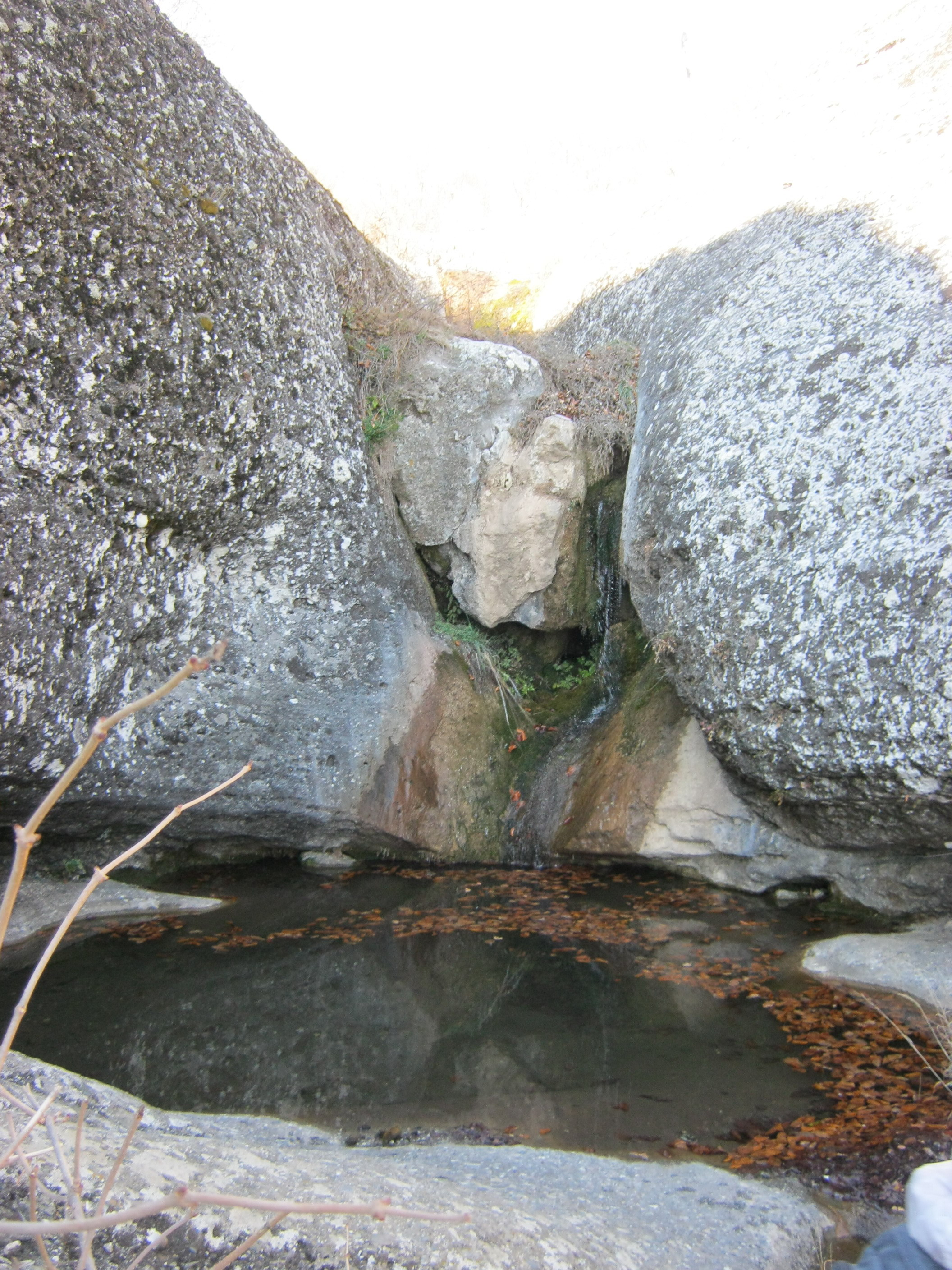
Верхний каскад
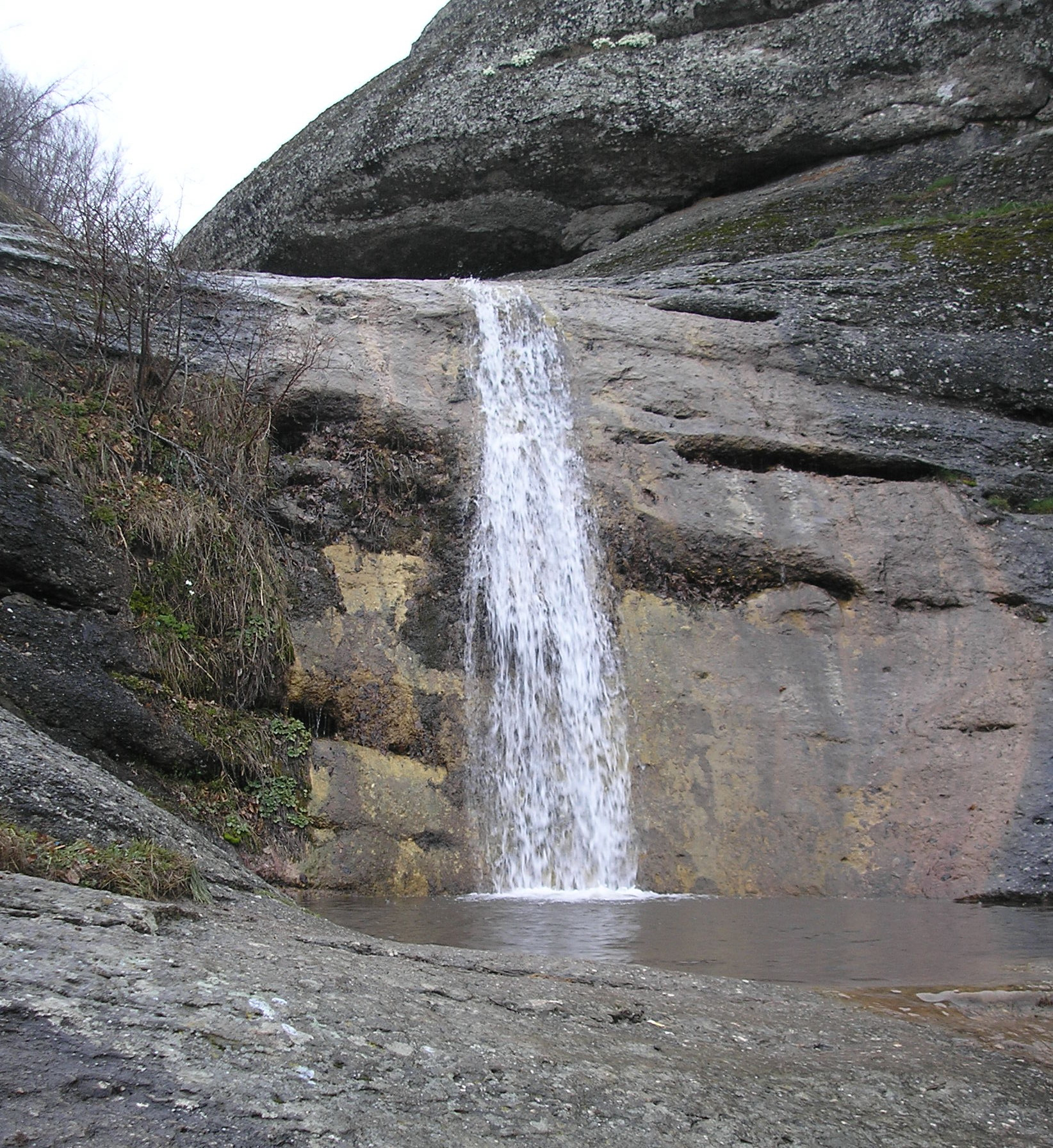
Нижний каскад
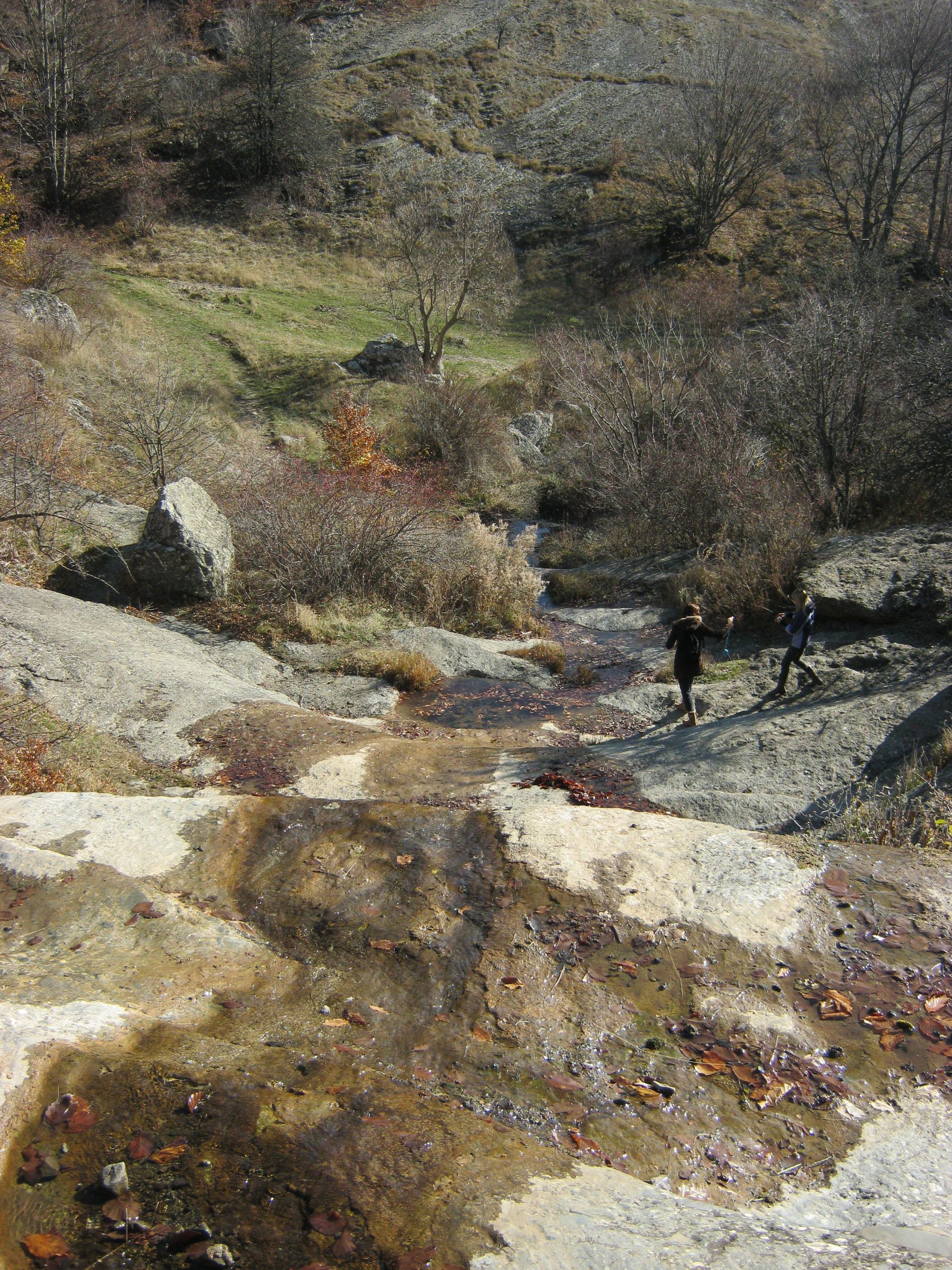
Вид с водопада вниз по течению Джурлы
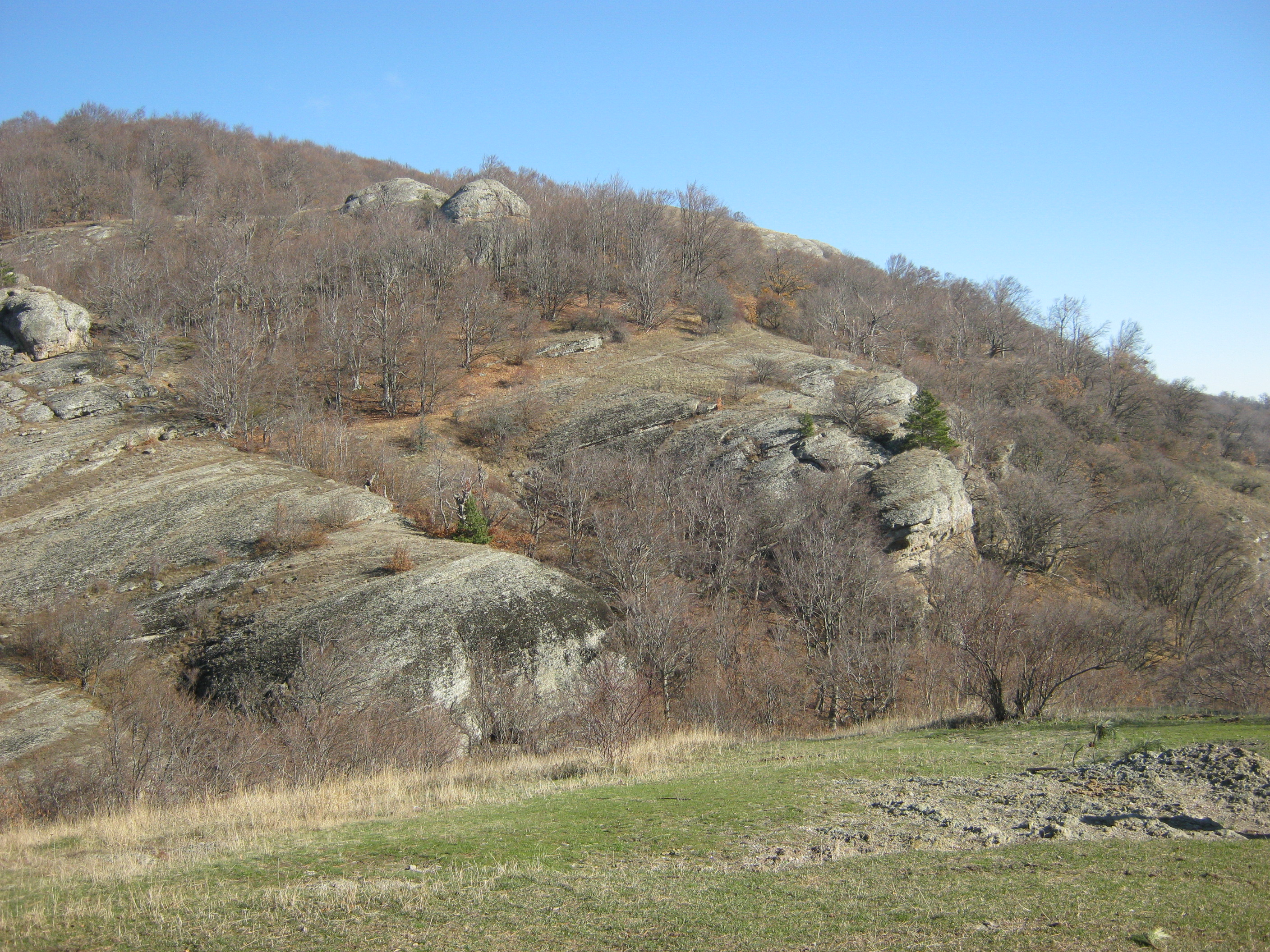
Ущелье Джурлы